# Mercedes-Benz Atron
Mercedes-Benz Atron — серия крупнотоннажных капотных и бескапотных грузовиков от производителя Mercedes-Benz Trucks, выпущенная в 2011 году под новым наименованием для бразильского рынка тягачей (ранее Mercedes-Benz LS).
Модели Mercedes-Benz Atron 1319, Mercedes-Benz Atron 2324 и Mercedes-Benz Atron 2729 выпускались до апреля 2016 года. Mercedes-Benz Atron 1635 пользуется спросом на западе и севере Бразилии как нишевый продукт, и поэтому он будет производиться еще некоторое время. Вместо Mercedes-Benz Atron 1319 появится Mercedes-Benz Atego.

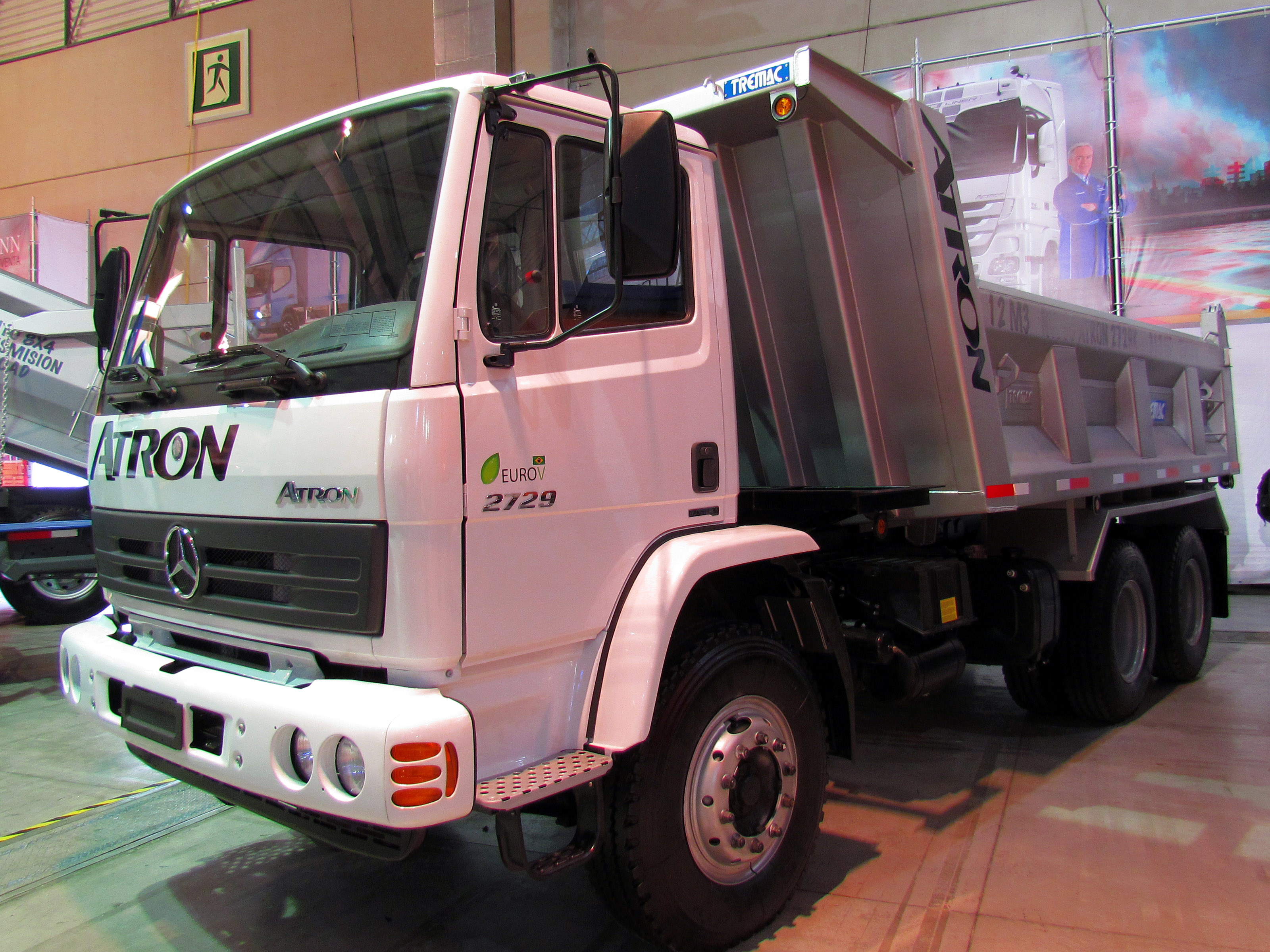
Бескапотная версия Atron 2729

В 2012 году вместе с введением новых экологических норм модель LS получила современные двигатели и обновленную внешность с круглыми фарами. К работе над фейслифтом даже привлекли дизайн-студию Schwaben Engineering. Заодно модели присвоили и новое название — Mercedes-Benz Atron. Тягач предлагался только для стран Южной Америки, Азии и Африки. Однако капотные тягачи стали терять популярность среди покупателей, и после того как Scania и Volvo отказались от капотных грузовиков, Mercedes-Benz прекратил производство модели. Чтобы окончательно завершить производство, Mercedes-Benz do Brasil выпустила специальный выпуск из 60 экземпляров в сентябре 2016 года, посвященный 60-летию, из которых 58 были зарезервированы в течение двух дней. 59-й был отправлен в музей грузовой техники Mercedes-Benz. 60-й и последний Mercedes-Benz Atron Special Edition был выпущен 13 сентября. Он был продан на аукционе 15 сентября 2016 года в ознаменование юбилея компании.
Atron был попыткой Mercedes-Benz ворваться в класс капотных тягачей на территории Бразилии и России, однако в России покупатели не были заинтересованы в нём, отдавая свой выбор в сторону Volvo VNR. В странах СНГ Mercedes-Benz Atron не продавался.

## Модельный ряд
Mercedes-Benz Atron 1319: 4 × 2 с двигателем OM924LA
Mercedes-Benz Atron 2324: 6 × 2 с двигателем OM926LA и колесной базой 5170 миллиметров
Mercedes-Benz Atron 2729: 6 × 4 с двигателем OM926LA и колесной базой 4830 мм или 3600 мм для самосвалов и смесителей
Mercedes-Benz Atron 1635: 4 × 2, 6 x 2, 6 x 4 и OM457LA и колесная база 4500 мм.
Mercedes-Benz Atron 1319 и Mercedes-Benz Atron 2324 в основном подходят для перевозки генеральных грузов и используются для сухих грузовыхкузовов и рефрижераторных грузов. Общий допустимый вес составляет около 20 тонн.
Полуприцеп Mercedes-Benz Atron 2324 4×2 с общим весом 40 тонн особенно подходит для перевозок на средние и дальние расстояния.
Усовершенствованная в 2013 году кабина Mercedes-Benz Atron 2729 с новой черной решеткой радиатора и отсутствием капота доступна как для бездорожника, так и для версии с миксером или самосвалом. Он оснащен девятиступенчатой механической коробкой передач и двойным сцеплением.
Mercedes-Benz Atron 1635 - единственный седельный тягач линейки Atron, который был доступен в 2016 году. Это среднетоннажный полуприцепный-тягач общей массой 50 тонн с шестицилиндровым (рядным) двигателем мощностью 254 киловатта (345 лошадиных сил). Он рассчитан на дальние перевозки.